# Kick-Ass 2 (videojuego)
Kick-Ass 2 es un videojuego beat 'em up basado en la película Kick-Ass 2. Sirve como secuela de Kick-Ass: The Game. Fue desarrollado por Freedom Factory Studios y publicado por UIG Entertainment. El juego fue lanzado para Microsoft Windows, PlayStation 3, y Xbox 360.
El juego fue fuertemente criticado por los críticos, por sus fallas técnicas y falta de originalidad.

## Trama
Kick-Ass 2 está ambientado en la ciudad de Nueva York. El juego adquiere una trama similar a la película en la que se basó. Teniendo lugar tres o cuatro años después de la muerte de Damon McCready y deteniendo a Frank D'Amico, el personaje principal, Dave Lizewski, también conocido como Kick-Ass (Yuri Lowenthal) se ha retirado del trabajo de superhéroe y de lucha contra el crimen. Sin embargo, rápidamente se aburre de tener una vida normal y comienza a entrenar con la hija de Damon, Mindy McCready, también conocida como Hit Girl (Ashly Burch). Sin embargo, antes de que Kick Ass pueda completar su entrenamiento, el hijo de Frank D'Amico, Chris D'Amico (Nolan North) mata accidentalmente a su madre. Él culpa a Kick Ass por esto y promete vengarse. También reemplazó su nombre de superhéroe Red Mist y se convirtió en un súper villano llamado The Motherfucker, y reclutó un equipo llamado "The Toxic Mega-Cunts", contrató a otros villanos como The Tumor (Paul Reubens), Genghis Carnage (Eric Bauza), Black Death (Travis Willingham) y Madre Rusia (Zelda Williams), y planean apoderarse de la ciudad de Nueva York. Ahora Kick-Ass necesita ayudar a la "Justicia para siempre" y debe detener a Chris y salvar Nueva York.

## Jugabilidad
Al comienzo del juego, la jugabilidad es principalmente de entrenamiento; sin embargo, el juego luego ve al jugador luchar contra enemigos y jefes similares a los de la película. Hay 5 jefes en total, a lo largo de todos los niveles. El juego presenta una amplia variedad de armas para que los jugadores las usen para luchar contra enemigos y jefes. También hay una gran cantidad de combos que se pueden usar contra enemigos en el juego. Los controles usan dos botones diferentes para los ataques.